# 2. Kurentovanje (1961)
Kurentovanje 1961 je bil drugi uradni ptujski karneval, 12. februarja na pustno nedeljo.
Organiziralo ga je Zgodovinsko društvo Ptuj, prvič in odtlej le še na pustno nedeljo. 
Zbralo se je kar 14,000 ljudi, skoraj potrojeno število glede na prvo izvedbo.

## Povorka
Sprevod je bil izjemno dolg, tako da so lahko ja vsi videli. Dopoldanski se je začel s fanfarami pred magistratom. Množice so prišle v mesto iz vseh strani, ta dan se je na Ptuj pripeljalo kar 1100 avtomobilov, tudi takih ki jih domačini še nikoli niso videlo, in to iz cele Slovenije. Organizatorji in gostinci niso bili pripravljeni na tako množico ljudi. Poleg Markovcev, ki so lani bili edini nastopajoči samo z etnografskimi maskami, so se letos v sprevodu prvič pridružile tudi karnevalske skupine iz drugih okoliških vasi.
Na popoldanskem karnevalu so se prvič pojavili dornavski cigani, dobili so prvo nagrado. in odtlej so nepogrešljiva in verjetno najbolj prepoznana "ptujska" maska takoj za klasičnimi etnografskimi liki. 
Zelo dober obisk gre verjetno pripisati tudi 9 metrov visokemu kurentu na južni strani gradu, ki je bil ponoči osvetljen in postavljen že nekaj dni pred dogodkom na katerega je opazno opozorjal.

## Spored

### Dopoldanski prikaz etnografskih likov
Ob 10. uri je bil sprevod etnografskih narodnopisnih pustnih skupin iz okoliških vasi:
- Kurenti in koranti
- Markovci (vile, piceki)
- Cirkovci (ploh z ženinom in neoženjeno nevesto)
- Lancova vas (kopjaši, orači, pokači)
- Hajdina  (pogrebci)
- Bukovci

### Popoldanski sprevod karnevalskih skupin
Ob 14. uri je bil sprevod karnevalskih skupin kot so:
- Zvezdoslovci
- Dornavski cigani
- Indijanci (Godbeniki)
- Velika ladja ("Panonija")
- Breški lepotci (Breg)

## Galerija slik
| Kurenti na Mestnem trg | Glavni most | Dravska ulica | Mestni trg |
| ---------------------- | ----------- | ------------- | ---------- |
| 220x                   | 200x        | 220x          | 220x       |

| Mestni trg | Mestni trg | Slovenski trg | Pri pešmostu (Ribič) |
| ---------- | ---------- | ------------- | -------------------- |
| 260x       | 200x       | 200x          | 200x                 |

## Nagrade
Pod pokroviteljstvom podjetja Merkur, so prvič podelili nagrade za najbolj izvirne maske v karnevalskem delu.

### Karnevalske skupine
|            | Nastopajoči                  |
| ---------- | ---------------------------- |
| 1. nagrada | »Dornavski cigani« (Dornava) |
| 3. nagrada | »Zvezdoslovci«               |
| 4. nagrada | »Breški lepotci« (Breg)      |

## Trasa

### Karnevalska povorka
- Mladika (start) – Mestni park – Dravska (Ribič) – Muršičeva – Cafova – Prešernova – Slovenski trg – Murkova – Lackova – Masarykova –
 Ciril Metodov drevored – Ljutomerska (Potrčeva cesta) – Srbski trg (Upravna enota Ptuj) – Titov trg (Mestna tržnica) – Miklošičeva –
 Trg delovnih brigad (Mestni trg) – Krempljeva – Trg svobod (Minoritski trg) – Vošnjakova – Vinarski muzej – Mladika (zaključek)

## Ostale prireditve

### Prleško gostüvanje
Ob 20. uri je bilo v dvorani Ptujskega kina "Prleško gostüvanje". Gre za komičen prikaz različnih ženitvenih običajev po različnih vaseh.